# Pedro Queirós
Pedro Miguel Barbosa Queirós, plus connu sous le nom de Pedro Queirós, est un footballeur portugais, né le 8 août 1984 à Santo Tirso. Il évolue au poste de défenseur droit.

## Carrière

### Les débuts
Pedro Queirós parcours sa formation avec le FC Tirsense qu'il quittera à ses dix-neuf ans pour rejoindre le Desportivo Aves.

### Desportivo Aves
Il est recruté au mercato estival, sous les ordres de Carlos Gomes en provenance de l'équipe junior du FC Tirsense. Jeune joueur prometteur, il n'est pas titulaire mais il obtient quelques convocations, sans parvenir à rentrer sur le terrain. Son entraîneur est limogé, et l'arrivée de José Gomes permet par la même occasion à Pedro de faire sa grande première en professionnel. Placé titulaire pour son premier match, il joue l'intégralité de la rencontre le 14 mars 2004 face au AD Ovarense (0-3) pendant un match de championnat de deuxième division. Pedro jouera une nouvelle fois la journée suivante, avant de ne plus être appelée jusqu'à la fin de la saison. Laissant un total de deux matches jouées sous les couleurs du Desportivo Aves.

### Sporting Braga en réserve
Il ne reste pas plus longtemps à Aves, il rejoint à la foulée le Sporting Braga ou il évolue en équipe réserve. Pour sa première saison il dispute toutefois quatorze rencontres et un but à son compteur en championnat. Pour sa deuxième saison, il en devient même un titulaire indiscutable et cette fois-il joue vingt deux rencontres de championnat. Au total il évolue trente six rencontres sous les couleurs de Braga, sans avoir la chance de jouer une rencontre avec l'équipe première.

### Torre Moncorvo
Pedro Queirós rejoint le GD Torre de Moncorvo peu après son transfert en provenance de Braga. Ses statistiques sont inconnues pendant ces deux saisons passées au club évoluant en quatrième division portugaise.

### Gloria Bistrița
Pedro Queirós rejoint la première division roumaine, et c'est le Gloria Bistrița qui lui offre cette opportunité. Avec le Gloria il joue une rencontre avec ses nouvelles couleurs, lors de la 7e journée de championnat le 12 septembre 2008 face au CFR Cluj (1-2), il y joue l'intégralité de la rencontre. La fin de la moitié de saison arrive et il ne joue pas plus, dans la foulée il résilie son contrat en compagnie d'Emerson qui lui aussi jouera pratiquement pas.

### Paços de Ferreira
Libre de tout contrat pendant le mercato hivernal, c'est le Paços de Ferreira qui s'intéresse fortement à lui. Il rejoint les castors pendant la période des transferts et devient ainsi la doublure de Ricardo. Il n'a pas d'espaces de jeu, malgré deux convocations il ne rentre pas sur le terrain une seule fois jusqu'à la fin de saison. La saison suivante il débute les qualifications de Ligue Europa avec le Paços. Il fait toutefois une rentrée, à une minute de la fin face au Zimbru Chișinău (1-0) le 23 juillet 2008. Sans temps de jeu, il est immédiatement envoyé en prêt pendant le mercato.

### UD Oliveirense
Peu avant le début du championnat, il est envoyé en prêt en compagnie de Jorginho Sousa en direction du UD Oliveirense. Pedro ne joue pas les premiers matchs du championnat laissant place à Armando sur le terrain. Peu convaincant, c'est au tour de Pedro d'avoir sa chance, et depuis il ne perd plus sa place de titulaire jusqu'à la fin de la saison. À la fin de la saison il aura fait un total de trente matches toutes compétitions confondues avec le Oliveirense.

### Retour à Paços
Il fait son retour à Paços, après une bonne saison passée avec le UD Oliveirense. Pedro espère plus de temps de jeu pour cette saison mais Rui Vitória préfère sa nouvelle recrue Baiano sur le terrain, plutôt qu'à lui. Cependant il aura joué son premier match en première division, lors de la première journée de championnat, le 14 août 2010 face au Sporting (1-0). La suite il la passe la plupart de son temps sur le banc et ne fera pas plus que sept matches toutes compétitions confondues à la fin de la saison. Pedro insatisfait résilie son contrat à la fin de la saison.

### Feirense
Une des priorités du CD Feirense était de se renforcer au poste de défenseur droit. Marco Cadete étant trop âgée et sur le départ, Pedro Queirós est une des préférences de Quim Machado. Étant libre de tout contrat il renforce le club pour deux saisons. Il gagne très rapidement sa place dans l'équipe et devient même un titulaire indiscutable. Il joue pratiquement chaque rencontre de championnat, et inscrit également son premier but en première division face à l'União de Leiria (4-0) le 29 avril 2012 qui aura évolué à huit dès le coup d'envoi à la suite d'une grève menée par une majorité des joueurs de Leiria. Cependant il ne parvient pas à sauver le Feirense de la relégation, Pedro en est actuellement à trente rencontres pour un but avec le Feirense depuis son arrivée.

### Statistiques en club
| Saison                | Club                  | Championnat           | Championnat | Championnat | Coupe nationale | Coupe nationale | Coupe de la Ligue | Coupe de la Ligue | Compétition(s) continentale(s) | Compétition(s) continentale(s) | Compétition(s) continentale(s) | Total | Total |
| Saison                | Club                  | Division              | M.          | B.          | M.              | B.              | M.                | B.                | Comp.                          | M.                             | B.                             | M.    | B.    |
| 2003-2004             | Desportivo Aves       | 2                     | 2           | 0           | 0               | 0               | -                 | -                 | -                              | -                              | -                              | 2     | 0     |
| Sous-total            | Sous-total            | Sous-total            | 2           | 0           | 0               | 0               | -                 | -                 | -                              | -                              | -                              | 2     | 0     |
| 2004-2005             | Sporting Braga R      | 3                     | 14          | 1           | -               | -               | -                 | -                 | -                              | -                              | -                              | 14    | 1     |
| 2005-2006             | Sporting Braga R      | 3                     | 22          | 0           | -               | -               | -                 | -                 | -                              | -                              | -                              | 22    | 0     |
| Sous-total            | Sous-total            | Sous-total            | 36          | 1           | -               | -               | -                 | -                 | -                              | -                              | -                              | 36    | 1     |
| 2006-2007             | GD Torre Moncorvo     | 4                     | -           | -           | -               | -               | -                 | -                 | -                              | -                              | -                              | 0     | 0     |
| 2007-2008             | GD Torre Moncorvo     | 4                     | -           | -           | 2               | 1               | -                 | -                 | -                              | -                              | -                              | 2     | 1     |
| Sous-total            | Sous-total            | Sous-total            | -           | -           | -               | -               | -                 | -                 | -                              | -                              | -                              | 0     | 0     |
| 2008-2009             | Gloria Bistrița       | 1                     | 1           | 0           | -               | -               | -                 | -                 | -                              | -                              | -                              | 1     | 0     |
| Sous-total            | Sous-total            | Sous-total            | 1           | 0           | -               | -               | -                 | -                 | -                              | -                              | -                              | 1     | 0     |
| 2009-2010             | FC Paços de Ferreira  | 1                     | 0           | 0           | 0               | 0               | 0                 | 0                 | C3                             | 1                              | 0                              | 1     | 0     |
| Sous-total            | Sous-total            | Sous-total            | 0           | 0           | 0               | 0               | 0                 | 0                 | -                              | 1                              | 0                              | 1     | 0     |
| 2009-2010             | → UD Oliveirense      | 2                     | 27          | 0           | 3               | 0               | -                 | -                 | -                              | -                              | -                              | 30    | 0     |
| Sous-total            | Sous-total            | Sous-total            | 27          | 0           | 3               | 0               | -                 | -                 | -                              | -                              | -                              | 30    | 0     |
| 2010-2011             | FC Paços de Ferreira  | 1                     | 4           | 0           | 1               | 0               | 2                 | 0                 | -                              | -                              | -                              | 7     | 0     |
| Sous-total            | Sous-total            | Sous-total            | 4           | 0           | 1               | 0               | 2                 | 0                 | -                              | -                              | -                              | 7     | 0     |
| 2011-2012             | CD Feirense           | 1                     | 28          | 1           | 1               | 0               | 1                 | 0                 | -                              | -                              | -                              | 30    | 1     |
| Sous-total            | Sous-total            | Sous-total            | 28          | 1           | 1               | 0               | 1                 | 0                 | -                              | -                              | -                              | 30    | 1     |
| 2011-2012             | Vitória Setúbal       | 1                     | 29          | 0           | 2               | 0               | 5                 | 0                 | -                              | -                              | -                              | 36    | 0     |
| Sous-total            | Sous-total            | Sous-total            | 29          | 0           | 2               | 0               | 5                 | 0                 | -                              | -                              | -                              | 36    | 0     |
| Total sur la carrière | Total sur la carrière | Total sur la carrière | 127         | 2           | -               | -               | 8                 | 0                 | -                              | 1                              | 0                              | 136   | 2     |

## Palmarès
| FC Paços de Ferreira - Coupe de la Ligue (0) : - Finaliste : 2010-11. |

- Champion de Roumanie en 2016 avec l'Astra Giurgiu